# Hanna Solovei
Hanna Solovei (en ucraïnès Ганна Соловей) (Luhansk, 31 de gener de 1992) és una ciclista ucraïnesa, especialista en la modalitat de contrarellotge. També competeix en pista. Actualment milita a l'equip Parkhotel Valkenburg-Destil.
El 2 de maig de 2011, després d'un positiu, va ser suspesa fins a l'1 de juliol de 2013, i va perdre els seus resultats a partir del 2 d'abril de 2011.

## Palmarès en ruta
- 2009
  -  Campiona del món júnior en contrarellotge
- 2010
  -  Campiona del món júnior en contrarellotge
  -  Campiona d'Europa júnior en Contrarellotge
  -  Campiona d'Ucraïna en contrarellotge
  - 1a a la Crono de les Nacions-Les Herbiers-Vendée júnior
- 2013
  -  Campiona d'Europa sub-23 en Contrarellotge
  - 1a a la Crono de les Nacions-Les Herbiers-Vendée
- 2014
  - 1a a la Crono de les Nacions-Les Herbiers-Vendée
  - 1a a la Chrono champenois
- 2015
  -  Campiona d'Ucraïna en contrarellotge
- 2017
  - 1a a la Race Horizon Park

## Palmarès en pista
- 2009
  -  Campiona d'Europa júnior en Persecució
  -  Campiona d'Europa júnior en Puntuació